# Placotrochides scaphula
Placotrochides scaphula är en korallart som beskrevs av Alcock 1902. Placotrochides scaphula ingår i släktet Placotrochides och familjen Flabellidae. Inga underarter finns listade i Catalogue of Life.